# 7621 Свелінк
7621 Свелінк (7621 Sweelinck) — астероїд головного поясу, відкритий 24 вересня 1960 року.
Тіссеранів параметр щодо Юпітера — 3,183.
Названо на честь Яна Свелінка - нідерландського композитора, органіста, клавесиніста і педагога (1562-1621).